# Каніндею
Каніндею́ (ісп. Canindeyú, гуар. Kanindeju) — департамент у Парагваї.

## Географія
Департамент Каніндею розташований на південному сході Парагваю, біля кордону з Бразилією. Адміністративним центром є місто Сальто-дель-Ґуайра.

## Населення
Значну частину населення департаменту становлять іммігранти з Бразилії.
|          | 1990/1992 | 2000/2001 | 2010  |
| -------- | --------- | --------- | ----- |
| Всі      | 61,98     | 67,85     | 70,89 |
| Чоловіки | 51,79     | 58,63     | 63,89 |
| Жінки    | 64,76     | 69,40     | 73,57 |

## Адміністративний поділ
Адміністративно департамент поділений на 12 округів:
| №  | Округ                                                                       | Населення, осіб (2002) | Площа, км² |
| -- | --------------------------------------------------------------------------- | ---------------------- | ---------- |
| 1  | Корпус-Крісті (Corpus Christi)                                              | 13 303                 | 1821       |
| 2  | Куругуаті (Curuguaty)                                                       | 57387                  | 524        |
| 3  | Хенераль-Франсиско-Кабальєро-Альварес (General Francisco Caballero Álvarez) | 8884                   | 1043       |
| 4  | Ітанара (Itanará)                                                           | 3276                   | 920        |
| 5  | Катуете (Katueté)                                                           | 7489                   | 816        |
| 6  | Ла-Палома (La Paloma)                                                       | 6373                   | 728        |
| 7  | Нуева-Есперанса (Nueva Esperanza)                                           | 9951                   | 1342       |
| 8  | Сальто-дель-Гуайра (Salto del Guairá)                                       | 11298                  | 1382       |
| 9  | Вілья-Ігатімі (Villa Ygatimí)                                               | 17483                  | 1898       |
| 10 | Ясу-Каньюй (Yasy Cañy)                                                      | 13 254                 |            |
| 11 | Їпеху (Ypejhú)                                                              | 5893                   | 956        |
| 12 | Ібірарована (Ybyrarovaná)                                                   | 6534                   |            |

## Економіка
Східна частина департаменту вельми родюча, ця місцевість являє собою покриті зеленню округлі пагорби, де розташовано багато сільськогосподарських ферм.